# Fredrique Eleonore Baptiste
Fredrique Eleonore Baptiste, född okänt år, död 27 juli 1827 i Vasa, var en svensk skådespelare och pjäsförfattare. Hon nämns som en av de främsta medlemmarna vid Seuerlingske Comoedie-Trupp och var en populär landsortsskådespelare i Sverige och Finland. 

## Biografi
Fredrique Eleonore Baptiste förmodas vara släkt med Marie Louise Baptiste. Hon kan möjligen ha varit dotter till kungl. kammartjänaren Baptiste och Engla Helena (1750-1829). 
Baptiste beskrivs som mer bildad än vad som var vanligt för den tidens landsortsaktörer.  Hon umgicks enligt uppgift som gäst hos lokala ämbetsfamiljer, något som var ovanligt för dåtida skådespelare, som normalt sett hade låg social status. Hon förde med sig ett eget bibliotek och drev låneverksamhet med sina böcker i under turnéerna i Finland.  Hennes verksamhet som bokutlånare noteras i annonser från 1809. 

### Skådespelare
Baptiste var som skådespelare medlem i olika kringresande landsortsteatrar.  Hon debuterade som skådespelare på Norrköpings teater 1 december 1797 som Carolina i Lindegrens dram Den försonade fadern, då som medlem i Anton Olivier Hoflunds teatersällskap.  År 1799 uppträdde hon i Örebro.  Hon noteras som medlem av Smedberg—Wickbom—Knopfska sällskapet när hon uppträdde som Wilhelmina i Enleverade fästmön och Lisa Spetsenas i Kapten Puff i Åbo år 1809, varefter hon uppträdde hos Margareta Seuerling, Karl Gustav Bonuvier och Anders Peter Berggrén, där hon spelade ledande roller och tillhörde stjärnskådespelarna.
Med undantag av ett besök i Sverige år 1811, då hon förgäves tycks ha sökt arbete som aktör i Linköping, tycks hon efter 1809 ha varit verksam enbart i Finland, där hon blev en av den tidens teaterstjärnor.  
En samtida finsk anteckning sade om "m:ll Baptiste" att 
"den tidens alla herrar varit pin käre i henne, och hennes umgänge hade en sådan tjusningskraft äfven bakom ridån, att då en major Blom i Kuopio en spektakelafton infann sig på scenen, befanns han ännu vid ridåns uppgång sysselsatt att bjuda kring konfekt." 
Fredrique Eleonore Baptiste nämns fortfarande som verksam i en teaterannons i »Finlands allm. Tidning» den 28 oktober 1822.  Hon tycks ha varit verksam som aktör till sin död. Hon uppges ha avlidit i vattusot i Vaasa 27 juli 1827.

### Privatliv
Hon gifte sig först med skådespelaren C. H. Smedberg, skilde sig från denna och gifte om sig cirka 1819 med kammarmusikern och traktören Johan Gustaf Lemke (1790-1825), som åren 1824-25 förestod ett teatersällskap på Åbo teater.

### Författarskap
Fredrique Eleonore Baptiste var även pjäsförfattare. Hon översatte och bearbetade pjäser och skrev även nya. 
Flera av hennes pjäser hade framgång på sin tid. Hennes pjäs »Den unga enkan» spelades i Stockholm på Munkbroteatern 28 gånger åren 1794—98. Hennes kanske största framgång var »Hugo von Hochberg eller Den ädla uppoffringen», ett riddardrama i 4 akter, som efter sin premiär i Åbo 1819 blev en "sedan länge en stående kassapjes på Bonuviers, Berggréns, Lamberts, Sjövalls, Carl Bromans och Djurströms spellistor samt uppförd i Sverige ända in på 1840-talet." 
Hon fick också vid åtminstone ett tillfälle verser publicerade i pressen (i Linköping 1811).

## Pjäser
- »Den unga enkan»
- »Adelheid von Wulfingen, en händelse ur det trettonde århundradets tyranni», efter Kotzebue bearbetat skådespel i 4 akter
- »Louise eller Den af ödet på en gång gynnade och vanlottade flickan», sorgespel i 3 akter
- »Den oskyldiga förmätenheten»
- »Högmodet eller Den falska stoltheten»
- »Franz von Hill eller Bröderne af det hemliga förbundet», skådesp. i 5 akter
- »Hugo von Hochberg eller Den ädla uppoffringen», riddaredrama i 4 akter